# Clemensia urucata
Clemensia urucata är en fjärilsart som beskrevs av Paul Dognin 1902. Clemensia urucata ingår i släktet Clemensia och familjen björnspinnare. Inga underarter finns listade i Catalogue of Life.